# Рентген (единица)
Вижте пояснителната страница за други значения на Рентген.
Рѐнтген (международно означение R) е извънсистемна единица за експозиционната доза на радиоактивно облъчване с рентгеново лъчение или с гама-лъчи, определяна по тяхното йонизиращо действие върху сух атмосферен въздух. Международната организация по законодателна метрология (МОЗМ) в своите препоръки отнася рентгена към единиците за измерване, които могат временно да се прилагат до дата, установена от национални предписания, но които не трябва да се въвеждат, ако не са били използвани. Приведен към метричната система SI, 1 R приблизително е равен на 0,0098 Sv.

## Определение
Рентгенът е равен на експозиционната доза на фотонно излъчване, при което в 1 cm³ въздух, намиращ се при нормално атмосферно налягане и 0 °C, се образуват йони, носещи заряд, равен на около 3,33564×10−10 C от всеки знак. При доза на рентгеново или гама лъчение равна на 1 R, в 1 cm³ въздух се образуват 2,082×109 двойки йони.
Единицата за експозиционна доза в SI e кулон на килограм (C/kg). Връзката между двете измервателни единици е:
{\displaystyle 1C.kg^{-1}=3876R}
{\displaystyle 1R=2.57979^{-4}C.kg^{-1}}
Рентгенът като единица за доза на рентгеново облъчване е въведен през 1928 г. от II Международен конгрес по радиология (на английски: International Congress of Radiology) в чест на Вилхелм Рьонтген, откривателя на рентгеновите лъчи.

## Област на използване
Въпреки че повечето извънсистемни единици за измерване са забранени за използване, рентгенът продължава достатъчно широко да се използва в техниката, отчасти поради това, че съществуват много измервателни уреди (дозиметри), градуирани именно в рентгени. Впрочем единицата C/kg не е получила широко разпространение във връзка с излизането от употреба на самата физична величина експозиционна доза. На практика днес по-често се използват системните единици за погълната, еквивалентна и ефективна (а също за групова, колективна, амбиентна и др.) доза, т.е. грей и сиверт.
В условия на електронно равновесие (сумата от енергиите на образуващите се електрони, напускащи даден обем, е равна на сумата от енергиите на електроните, постъпващи в обема) на експозиционна доза от 1 R съответства погълната доза във въздуха, равна на 0,88 рада.